# Eternit France
Pour les articles homonymes, voir Groupe Eternit.
Eternit France est une entreprise industrielle française, producteur no 1 de fibrociment, devant Saint-Gobain, jusqu'à l'interdiction de l'amiante en 1997, remplacé depuis par le fibres-ciment. Eternit France est aujourd'hui la propriété du groupe belge Etex, qui a succédé en 1995 à Eternit Belgique,.

## Histoire
L'Eternit française a été créée en 1922, quelques années après Eternit Suisse, lorsque Joseph Cuvelier (né en 1879) inaugura une usine dans le Nord, à Prouvy, près de Denain. Il s'associe avec l'industriel belge Jean Emsens, qui lui apporte le nom du brevet Eternit, en échange d'actions dans la société anonyme Eternit France.
Le groupe s'implante durablement à la faveur de la reconstruction après la Première Guerre mondiale, rachetant des brevets sur des tuyaux d'amiante-ciment en Suisse et en Italie à partir de 1927. En 1928-1929, il s'empare de deux de ses principaux rivaux en France, Ouralithe à Toulouse et Fibrociment, se partageant dès lors le marché français avec Everite, filiale de Saint-Gobain.
À peine affectée par la Grande Dépression, la firme s'étend encore lors des Trente Glorieuses, ouvrant de nouvelles usines. 

En 1973, elle a plus de 5 000 salariés tandis qu'elle représente plus de la moitié du marché et occupe une place prépondérante dans le secteur des matériaux à destination du BTP.
En 1962, la France est au septième rang des pays producteurs d’amiante, grâce au gisement exploité en Corse, par Eternit France, jusqu'en 1965, dans la commune de Canari (Haute-Corse).
Actuellement, il subsiste une friche industrielle à l’emplacement de l’ancienne mine d’amiante, mais celle-ci serait en cours de sécurisation.
En 1994 le 27 mai, le groupe Eternit belge qui détenait 39,2 % du capital d'Etex (cotée au marché comptant de la Bourse de Paris) annonce vouloir en prendre le contrôle total (P. Régnier, 1994). Eternit avait conclu un accord avec des actionnaires minoritaires pour acheter leur parts (10,7 % du capital, soit un investissement de 50 millions d’euros devant avant une offre publique d'achat du reste des titres Etex (soit un investissement total de près de 300 millions d’euros). Le 13 juillet - 96,98 % du capital d’Etex était entre les mains d'Eternit, avec 98,48 % des droits de vote. Dans le contexte du scandale de l'amiante, Eternit se rebaptise alors Etex.
Après l'interdiction de ce matériau en 1997 la firme doit reconvertir ses usines dans la fabrication de matériaux sans amiante, encore vendus à l'heure actuelle ; elle en profite pour se diversifier en développant son pôle activités plastiques.
De 2000 à 2003, alors que le Belge Jean-Louis Piérard est président-directeur général d’Etex (Eternit France), le groupe prépare une scission (effective le 29 mai 2003) se traduisant par un éclatement en deux groupes : 
1. Etex ; spécialisé dans la construction lourde, avec 13 000 salariés, et chiffre d’affaires de 1,47 milliard d’euros ;
2. Aliaxis ; spécialisé dans les activités plastiques, avec 13 000 salariés et un chiffre d’affaires un peu plus élevé (1,72 milliard d’euros)[5].

Ces deux groupes sont présentés comme autonomes, mais ils restent tous deux sous la coupe des familles fondatrices d’Eternit (Famille Emsens, Piérard-Cuvelier et famille du créateur du brevet Eternit, les Hatschek...), hormis la famille suisse qui semble avoir été rejetée à la suite d'une prise de position de Stephan Schmidheiny (dans les années 1960, en faveur d'une transition rapide vers des produits sans amiante). Ces familles fournissent environ la moitié des membres des deux conseils d'administration, certains restant présents dans les deux conseils d'administration de 2001 à 2010, même si des membres extérieurs au milieu de l'amiante comme Thomas Leysen y sont introduits.
En 2011, Etex est néanmoins dirigée par Alfons Peters (également administrateur du groupe chimique Tessenderlo) qui remplace à ce poste Philippe Coens (entré dans le groupe en 1974 et PDG de 2003 à 2010). A. Peters est ex-président du Conseil de Surveillance de Creation AG, entreprise familiale de construction allemande, rachetée par Etex en 2005).

## Santé des employés et procès
De nombreux problèmes de santé au travail ont été posés.
En juin 2010, le conseil des prud'hommes d'Albi a indemnisé 21 ex-salariés de l'usine d'Eternit à Albi. 
Un ancien dirigeant du groupe, Joseph Cuvelier, patron d'Eternit à Thiant et qui dirigea le groupe français Eternit de 1971 à 1994, était mis en examen en 2009, à Paris, pour « homicides et blessures involontaires ». Il était accusé de n'avoir pas mis en place les mesures de sécurité nécessaires pour protéger les salariés de l'exposition aux fibres d'amiante dans cinq usines du groupe Eternit (à Vitry-en-Charollais (Saône-et-Loire), Valenciennes-Thiant, où un monument aux victimes de l'amiante a été inauguré en 2003, Caronte-Martigues (Bouches-du-Rhône), Albi (Tarn) et Saint-Grégoire (Ille-et-Vilaine)). La mise en examen de Joseph Cuvelier a été annulée par la Chambre de l'instruction de Paris le 16 décembre 2011. Aucune responsabilité pénale n'a été déterminée le concernant jusqu'à son décès, survenu le 25 juillet 2014.